# Ace Frehley
Paul Daniel Frehley (New York, 1951. április 27. –) amerikai gitáros, a Kiss rockegyüttes alapító tagja.

## Pályafutása
Frehley New York Brooklyn városnegyedében született, holland és német származású szülők gyermekeként. 13 évesen karácsonyra elektromos gitárt kapott karácsonyra a szüleitől, ettől kezdve szenvedélyesen, autodidakta módon tanult zenélni. A középiskolában ragadt rá az "Ace" ("Ász") becenév, ami állítólag a lányok körében aratott nagy sikereire utalt.
A középiskola elvégzése után különböző munkakörökben, például taxisofőrként dolgozott. 1972 végén újsághirdetés révén jelentkezett a Kiss zenekarba, melynek ekkor már tagja volt Paul Stanley, Gene Simmons és Peter Criss. 1973 januárjától hivatalosan is a Kiss szólógitárosa lett. Egészen 1982-ig zenélt a bandában. Kiválása után megalakította saját zenekarát Frehley's Comet néven. 1996-ban újra a Kiss tagja lett, ahonnét 2001-ben távozott ismét.

## Diszkográfia

### Kiss
- Kiss (1974)
- Hotter Than Hell (1974)
- Dressed to Kill (1975)
- Alive! (1975)
- Destroyer (1976)
- Rock and Roll Over (1976)
- Love Gun (1977)
- Alive II (1977)
- Double Platinum (1978)
- Dynasty (1979)
- Unmasked (1980)
- Music From "The Elder" (1981)
- Kiss Unplugged (1995)
- You Wanted the Best, You Got the Best!! (1996)
- Psycho Circus (1998)

### Szóló és a Frehley's Comet
- Ace Frehley (1978)
- Frehley's Comet (1987)
- Live+1 (koncert, 1988)
- Second Sighting (1988)
- Trouble Walkin'' (1989)
- 12 Picks (válogatás, 1997)
- Loaded Deck (válogatás, 1998)
- Greatest Hits Live (koncertválogatás, 2006)
- Anomaly (2009)